# علم ما فوق الجينوم
يُعنى علم ما فوق الجينوم (بالإنجليزية: Epigenomics)‏ بدراسة ما فوق الجينوم، أي بدراسة كامل مجموعة التعديلات الكيميائية الفوق جينية التي تطرأ على المادة الجينية للخلية، والمعروفة باسم الجينوم. ولذلك يمكن اعتبار هذا المجال مشابه لعلم الجينوم وعلم البروتيوم، واللذان يعنيان بدراسة الجينوم والبروتيوم للخلية، على التوالي.